# Santa Cesarea Terme
Santa Cesarea Terme is een gemeente in de Italiaanse provincie Lecce (regio Apulië) en telt 3080 inwoners (31-12-2004). De oppervlakte bedraagt 26,5 km², de bevolkingsdichtheid is 116 inwoners per km².
De volgende frazioni maken deel uit van de gemeente: Porto Miggiano

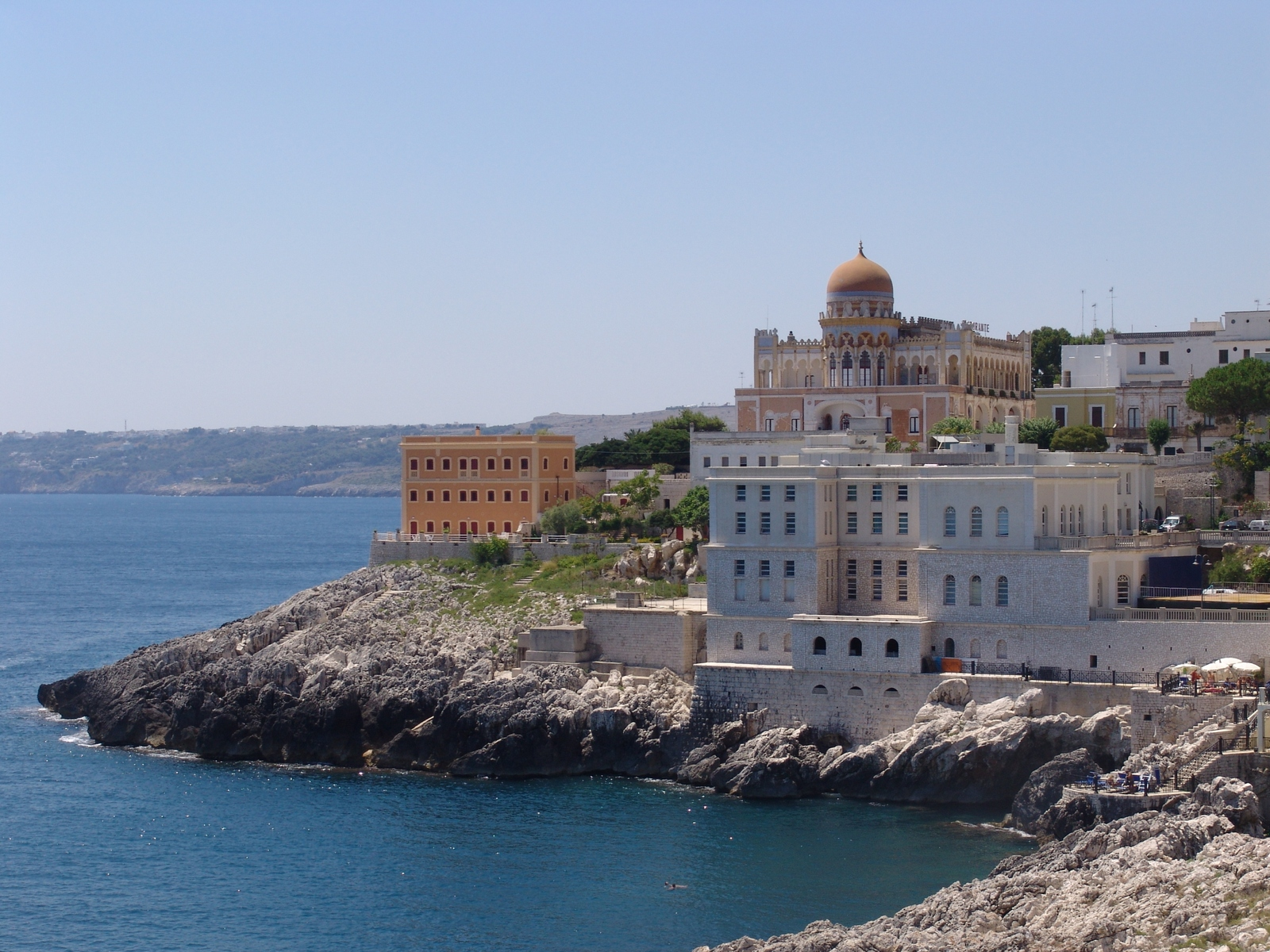
Santa Cesarea Terme
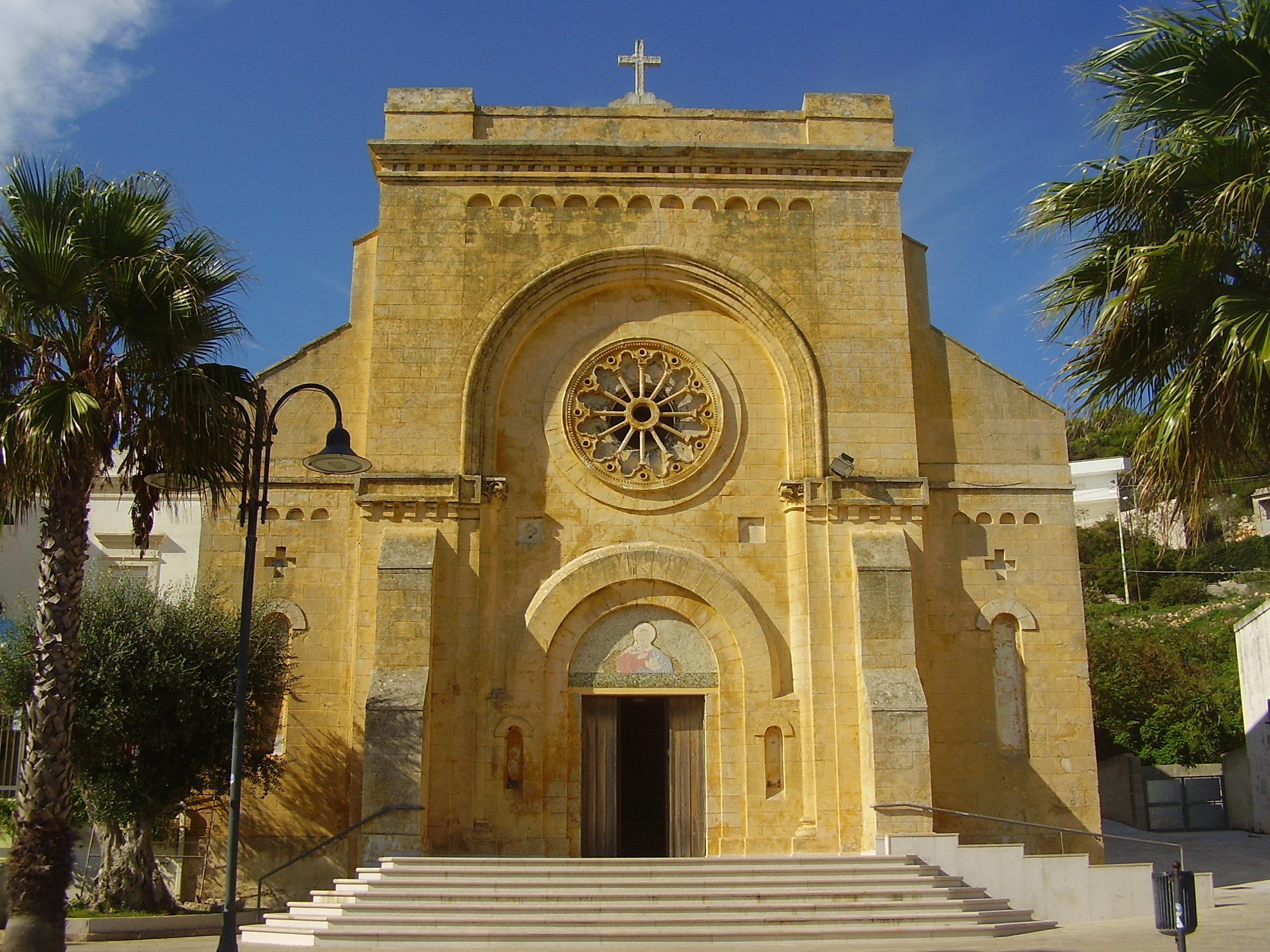
Parochiekerk van Santa Cesarea Terme
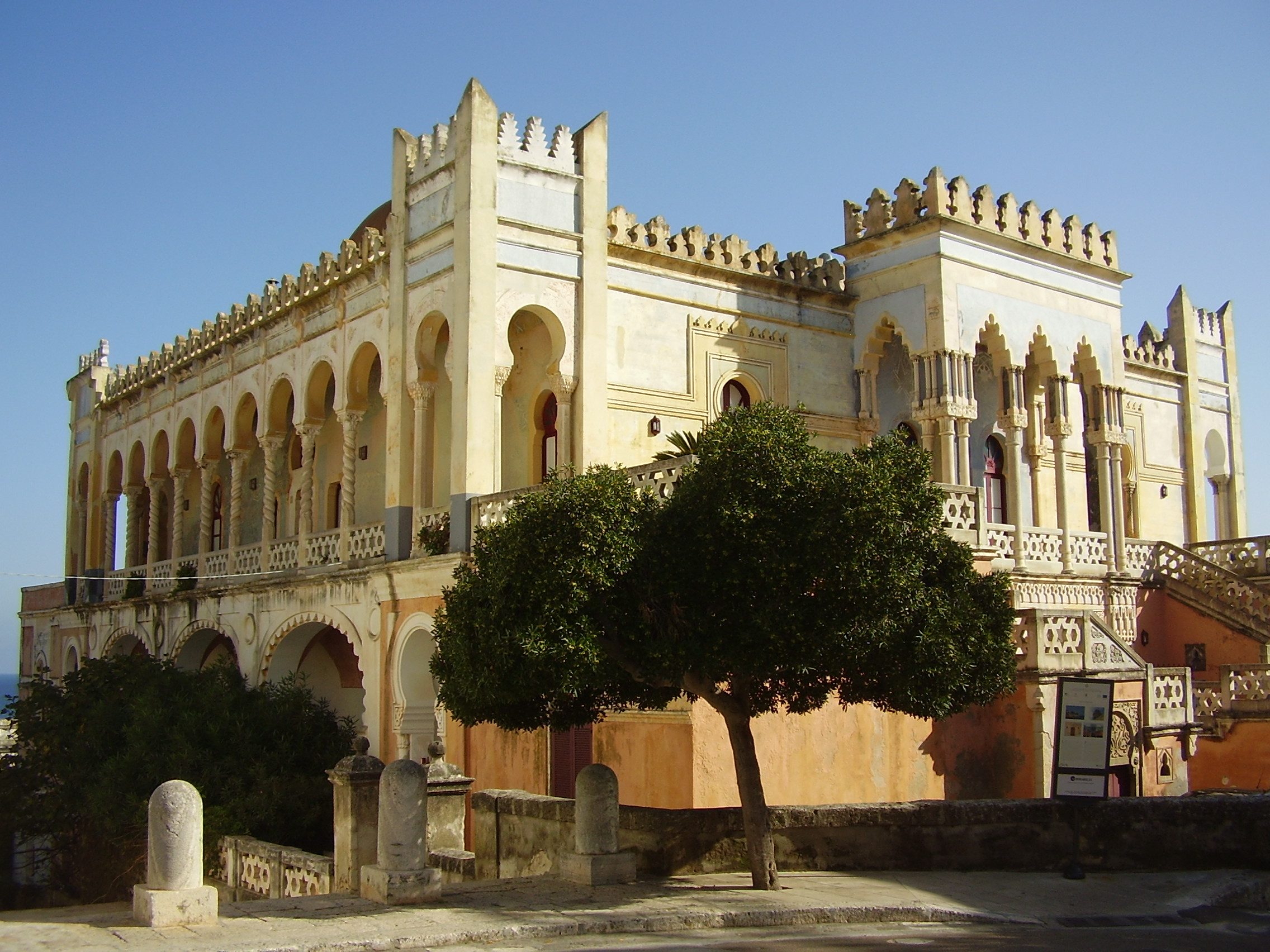
Villa Sticchi in Santa Cesarea Terme
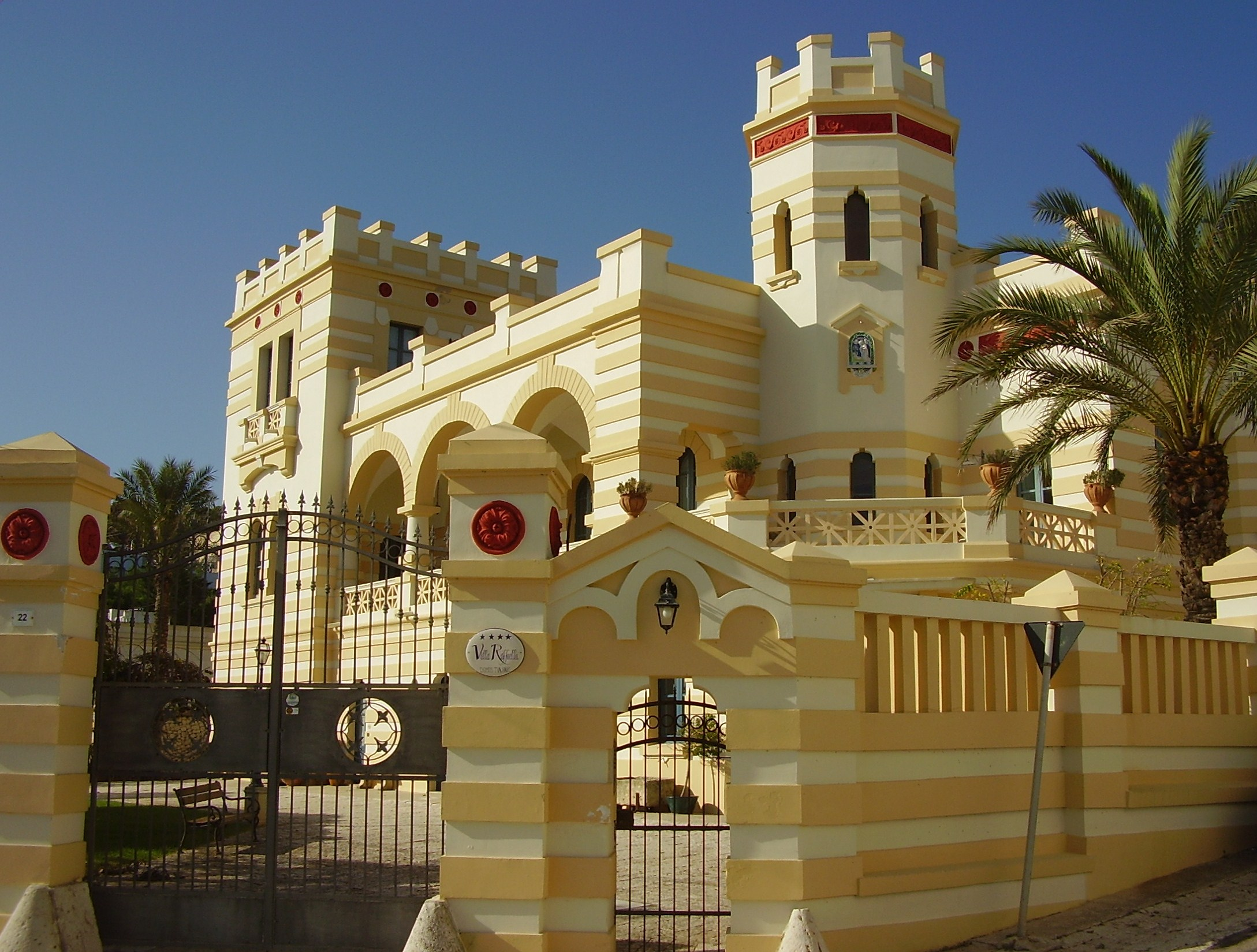
Villa Raffaella in Santa Cesarea Terme
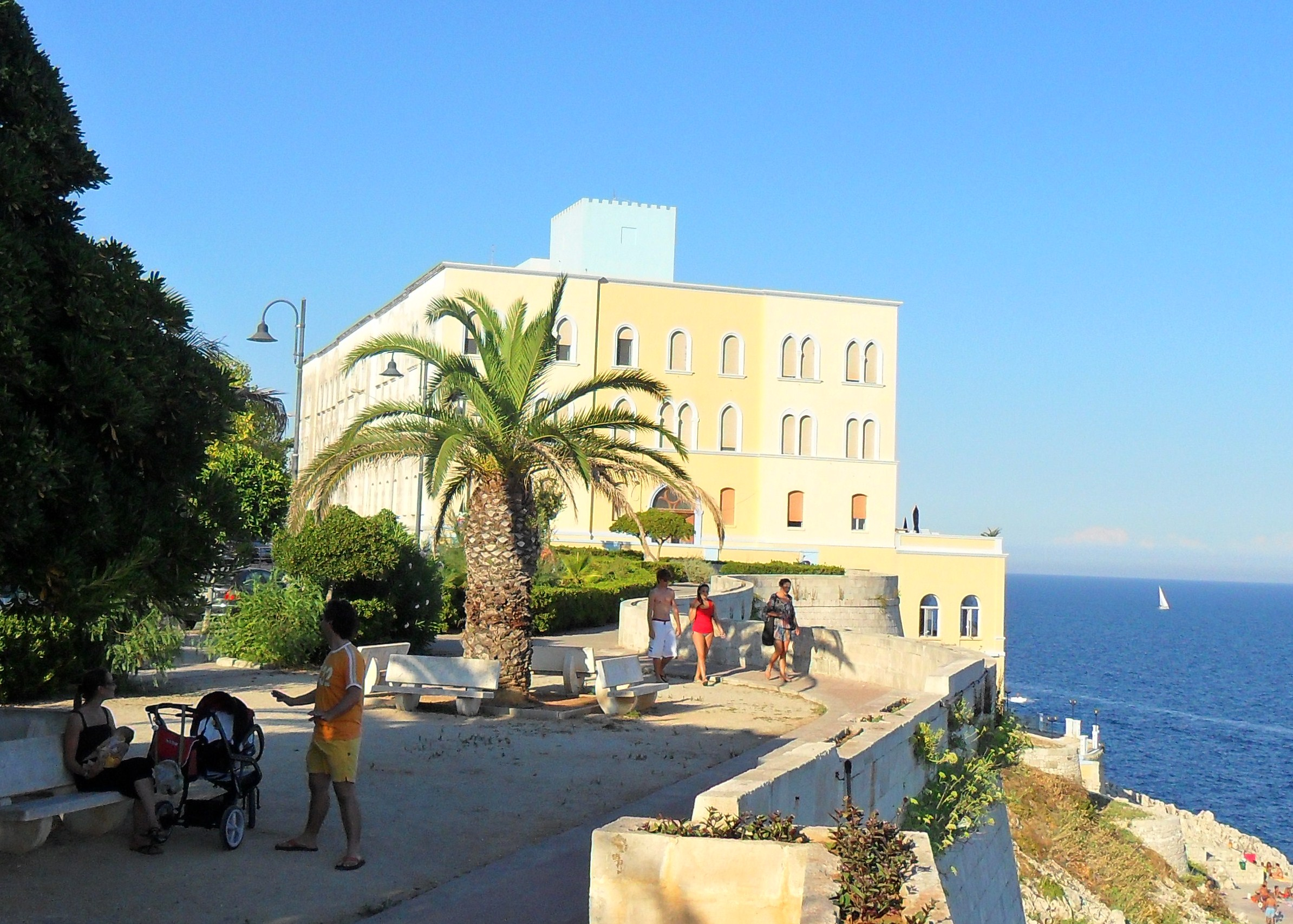
Palazzo Tamborino

## Demografie
Santa Cesarea Terme telt ongeveer 1208 huishoudens. Het aantal inwoners steeg in de periode 1991-2001 met 2,7% volgens cijfers uit de tienjaarlijkse volkstellingen van ISTAT.
| Jaar | Inwoneraantal |
| ---- | ------------- |
| 1991 | 3014          |
| 2001 | 3095          |

## Geografie
Santa Cesarea Terme grenst aan de volgende gemeenten: Castro, Minervino di Lecce, Ortelle, Otranto, Poggiardo, Uggiano la Chiesa.